# Les Champeaux
Les Champeaux é uma comuna francesa na região administrativa da Normandia, no departamento Orne. Estende-se por uma área de 9,65 km². Em 2010 a comuna tinha 111 habitantes (densidade: 11,5 hab./km²).